# Challenge Cup Pan-Americano de Hóquei sobre a grama Feminino de 2021
O Challenge Cup Pan-Americano de Hóquei sobre a grama Feminino de 2021 foi a terceira edição deste torneio, sendo o mesmo administrado e patrocinado pela Federação Pan-Americana de Hóquei (PAHF). O país anfitrião foi o Peru. Sua capital, Lima, recebeu as partidas no Complexo Panamericano Villa María del Triunfo.
Originalmente, este evento seria realizado em 2020, na cidade de Tacarigua em Trinidad e Tobago. Em razão da pandemia provocada pela COVID-19, o presente evento foi postergado e mudado de sede, além de não contar com público durante o seu prosseguimento.
A seleção do Brasil detinha o título desta competição, com a conquista de sua edição realizada em 2015. Desta vez, o Peru obteve seu primeiro título deste evento, após a vitória ante Trinidad e Tobago na decisão.

## Regulamento e participantes
Originalmente, este campeonato seria disputado em duas fases distintas. Na primeira, os participantes se enfrentariam no sistema de pontos corridos, onde cada equipe disputaria quatro partidas. A etapa final reservaria as disputas pelo terceiro lugar e a decisão do título.
Com a desistência de Porto Rico, o campeonato teve a sua fórmula de disputa modificada. A primeira fase contou com partidas em turno único entre os participantes. A segunda etapa foi a das semifinais, com sistema de cruzamento olímpico, das quais as vencedoras disputaram o título.
Além das anfitriãs do Peru, estarão presentes no torneio as seleções de Brasil, Paraguai e Trinidad e Tobago. O presente Challenge Cup outorgou, às equipes finalistas, as vagas para disputar a Copa Pan-Americana de 2022 que foi disputada em Santiago, capital do Chile.

## Jogos
Seguem-se, abaixo, as partidas desta competição.

### Primeira fase
1ª rodada
| 26 de setembro |     |          |         |  |  |
| Brasil         | 1-2 | Paraguai | Reporte |  |  |

| 26 de setembro |     |                   |         |  |  |
| Peru           | 0-1 | Trinidad e Tobago | Reporte |  |  |

2ª rodada
| 28 de setembro    |     |          |         |  |  |
| Trinidad e Tobago | 2-2 | Paraguai | Reporte |  |  |

| 28 de setembro |     |      |         |  |  |
| Brasil         | 0-1 | Peru | Reporte |  |  |

3ª rodada
| 29 de setembro    |     |        |         |  |  |
| Trinidad e Tobago | 1-1 | Brasil | Reporte |  |  |

| 29 de setembro |     |          |         |  |  |
| Peru           | 2-1 | Paraguai | Reporte |  |  |

#### Classificação - Primeira fase
| Equipe            | Pts | J | V | E | D | GF | GC | Saldo |
| ----------------- | --- | - | - | - | - | -- | -- | ----- |
| Peru              | 6   | 3 | 2 | 0 | 1 | 3  | 2  | +1    |
| Trinidad e Tobago | 5   | 3 | 1 | 2 | 0 | 4  | 3  | +1    |
| Paraguai          | 4   | 3 | 1 | 1 | 1 | 5  | 5  | 0     |
| Brasil            | 1   | 3 | 0 | 1 | 2 | 2  | 4  | -2    |

- Convenções: Pts = pontos, J = jogos, V = vitórias, E = empates, D = derrotas, GF = gols feitos, GC = gols contra, Saldo = diferença de gols.
- Critérios de pontuação: vitória = 3, empate = 1, derrota = 0.

### Fase semifinal
SF1
| 1 de outubro |     |        |         |  |  |
| Peru         | 2-0 | Brasil | Reporte |  |  |

SF2
| 1 de outubro |              |                   |         |  |  |
| Paraguai     | 1-1 (3x4 SO) | Trinidad e Tobago | Reporte |  |  |

### Fase final
Decisão 3º lugar
| 2 de outubro |     |          |         |  |  |
| Brasil       | 1-3 | Paraguai | Reporte |  |  |

Decisão do título
| 2 de outubro |     |                   |         |  |  |
| Peru         | 2-0 | Trinidad e Tobago | Reporte |  |  |

## Campeã
| Challenge Cup Pan-Americano de 2021 Hóquei sobre a grama feminino |
| ----------------------------------------------------------------- |
| Peru (1º título)                                                  |